# Le nozze in villa
Le nozze in villa è un'opera buffa in due atti composta da Gaetano Donizetti su libretto di Bartolomeo Merelli, che trae il soggetto dall'opera teatrale  Die deutschen Kleinstädter (I provinciali tedeschi) di August von Kotzebue.

## Prime rappresentazioni dell'opera
Non si conosce la data esatta della prima rappresentazione, databile alla stagione del carnevale nell'anno 1819 presso il Teatro Vecchio di Mantova, con Fanny Eckerlin nel ruolo di Sabina. L'opera non riscosse successo: Merelli, nelle sue memorie, attribuì alla primadonna la causa del fallimento della produzione. 
Una seconda versione dell'opera ebbe luogo al Teatro Dolfin di Treviso nel 1820. L'ultima replica ottocentesca di cui si ha notizia avviene al Teatro di Sant'Agostino a Genova, nella stagione di primavera del 1822, con il titolo I Provinciali.
La prima rappresentazione in tempi moderni avviene nel 2020 al Teatro Donizetti di Bergamo, nell'ambito del Donizetti Opera Festival, con la regia di Davide Marranchelli e la direzione di Stefano Montanari. Parte della musica mancante (corrispondente al Quintetto Aura gentil che mormori) è stata completata da Elio, Rocco Tanica e Enrico Melozzi.
Nell'ottobre 2021, l'etichetta discografica Dynamic rilascia in commercio le registrazioni in cd, dvd e Blu-ray dell'edizione bergamasca.

## Trama
La giovane Sabina è innamorata di Claudio ma è corteggiata da Trifoglio, un maestro di scuola, a cui il padre di lei Don Petronio l'ha proposta in sposa. 
Per dissimulare il suo amore la ragazza fa passare un ritratto del giovane Claudio come quello del Re e quindi alla sua apparizione nel villaggio questi viene trattato come un sovrano.
Dopo varie incomprensioni e fraintendimenti Trifoglio decide di rinunciare alla mano della ragazza, anche perché viene a sapere che la dote non consiste in denaro ma in paccottiglia varia.
Claudio, che invero è un ricco proprietario terriero, decide allora di sposare la ragazza rinunciando alla dote.

## Numeri musicali
- Sinfonia

### Atto 1
- 1 Introduzione Scrive Socrate in un tomo (Trifoglio, Coro, Petronio)
- 2 Cavatina Sospiri del mio sen (Sabina)
- 3 Terzetto Questo, che a te presento (Petronio, Sabina, Trifoglio)
- 4 Cavatina Grazie di cor vi rendo - Affetti teneri (Claudio)
- 5 Aria Ombre degl'Avi miei (Petronio)
- 6 Finale Primo Non paventare, o caro (Sabina, Claudio, Trifoglio, Coro, Petronio, Anastasia, Rosaura, Anselmo)

### Atto 2
- 7 Terzetto In lei vegg'io l'oggetto (Claudio, Petronio, Sabina)
- 8 Aria Se la Donna non ci fosse (Anastasia)
- 9 Recitativo e Aria Giusto Cielo! E potrei - Dai suoi bei lumi il core (Claudio)
- 10 Quintetto Aura gentil, che mormori (Claudio, Sabina, Trifoglio, Petronio, Anastasia)
- 11 Duetto Per sì bel nodo, amico (Petronio, Trifoglio)
- 12 Aria Non mostrarmi in tale istante (Sabina, Coro)
- 13 Finale Secondo Dunque andiamo, festeggiamo (Rosaura, Anastasia, Sabina, Claudio, Anselmo, Trifoglio, Petronio, Coro)

## Incisioni discografiche

### CD
| Anno | Cast (Sabina, Claudio, Don Petronio, Trifoglio, Anastasia)                       | Direttore         | Etichetta |
| ---- | -------------------------------------------------------------------------------- | ----------------- | --------- |
| 2020 | Gaia Petrone, Giorgio Misseri, Omar Montanari, Fabio Capitanucci, Manuela Custer | Stefano Montanari | Dynamic   |

### DVD
| Anno | Cast (Sabina, Claudio, Don Petronio, Trifoglio, Anastasia)                       | Direttore         | Etichetta |
| ---- | -------------------------------------------------------------------------------- | ----------------- | --------- |
| 2020 | Gaia Petrone, Giorgio Misseri, Omar Montanari, Fabio Capitanucci, Manuela Custer | Stefano Montanari | Dynamic   |